# Xiongnu
Els xiongnu (transcripció antiga hsiung-nu) eren un grup de pobles nòmades que formaven un estat o una confederació. No sé sap del cert qui eren en realitat, ja que les fonts que en parlen són majoritàriament d'origen xinès. Existeixen diverses hipòtesis sobre la identitat real dels xiongnu, però no hi ha acord, segons alguns es podria tractar dels huns.

## Antecedents
Els escites i sàrmates ocupaven la Rússia del sud i el Turgai i part de la Sibèria occidental, mentre a l'orient hi havia els pobles turcomongols dels quals el grup dominant eren designats entre els xinesos com hsiung-nu. Segurament el mateix nom que es va traslladar a hunni (huns) a l'occident i huna a l'Índia.
Foren esmentats per primer cop pel xinès Ta'in al segle iii aC, però abans se'ls anomenava hien-yun (segles VIII i IX aC) i més abans hiun-yu o hou.
Al segle iv aC, grups dels hien-yu foren sotmesos pel regne de Zhao. El rei Wuling (Wung Li) de Zhao (vers 325 aC-298 aC) els va arrabassar l'extrem nord del Shansi i el nord de l'Ordos. Els regnes de Ts'in (al Shensi) i Tchao (al Shansi) van haver de transformar els seus pesats carros en cavalleria mòbil. Fou llavors que es van establir els primers llocs fortificats que molt de temps després foren l'embrió de la Gran Muralla.

## Nació
Segons Sseu-ma Ts'ien a la segona meitat del segle iii aC els hsiung-nu van esdevenir una nació forta i unida sota un cap (chan-yu, el títol en transcripció xinesa completa fou tch'eng-li-kou-i'ou chang-yu, que es va traduir com Majestat fill del cel). Sota del chan-yu es trobaven els reis (i'ou-k'i), l'anomenat de l'esquerra, que era l'hereu residia a l'alt Kerulen; el de la dreta residia a les muntanyes Khangai. Seguien després els generalíssims de dreta i esquerra, els grans governadors de dreta i esquerra, els tang-hou de dreta i esquerra, els kou-tou de dreta i esquerra, i els caps de mil homes, de cent homes i de deu homes.
Els xinesos van descriure detalladament el seu aspecte, vestimenta, armament, i altres característiques, i Wieger en va escriure una encertada compilació basada en els escrits xinesos. S'observen algunes coincidències amb els escites segons la descripció que d'aquests fa Heròdot. Es tracta evidentment de pobles nòmades en un àmbit geogràfic no tan diferent, però algunes de les coincidències són cridaneres.
Els hsiung-nu van fer tractats amb els xinesos; consagraven els tractats bevent sang en un crani humà. Els xinesos els va cridar molt l'atenció aquest fet, però encara més el fet que els hsiung-nu només menjaven carn (els xinesos menjaven molta verdura).

## Religió, llengua i art
La seva divinitat principal era Tengri (Cel diví) i s'adoraven algunes muntanyes sagrades.
La seva llengua és discutida. Shiratori considera que parlaven una llengua propera al mongol però M. Pelliot els considera de llengua bàsicament turca.
El seu art és comunament designat com "Art Ordos" del nom de la tribu mongola dels ordos que el segle xvi va ocupar la boca del riu Groc al nord de Shensi on s'han fet les principals troballes. És un art nòmada molt simple, amb algunes influències xineses, sobretot en els bronzes. L'art fou investigat àmpliament pel suec T. J. Arne després del 1933, el japonès Sueji Umehara el 1935, el suec Karlgren el 1937, i molts arqueòlegs xinesos després dels anys seixanta.
Es pensa que la influència xinesa es va poder iniciar vers el 650 aC i que l'art Ordos seria doncs anterior. Les principals troballes s'han fet a una àrea entre el Baikal i Hopei, el Shansi i el Shensi. Cal destacar les tombes de Čita a Rússia (segles II i I aC); les tombes de Derestuisk prop de Troizkosavsk, al nord de Kiakhta, a l'Alta Mongòlia on es van trobar monedes Han emeses després del 118 aC; Noin Ula prop d'Ulan Bator on Kozlov va descobrir la tomba d'un príncep hsiung-nu, amb bronzes, vestits i gravats, i prop d'allí a Durbeldji i a Ilkhe Alyk sobre l'Orkhon uns magnífics frescos que no es van poder datar però d'influència sàrmato-altaica; i altres llocs al nord-est de la Xina com Luang-ping a tocar del Jehol, Hattin-sum, Hallangosso (al nord de Kalgan), Siuan-hua, (al sud de Kalgan), Kueu-hua-tch'eng (prop de Suei-yuan) i Yu-Lin (al límit entre l'Ordos i el Shensi del nord). En molts d'aquests llocs s'han trobat monedes amb el caràcter "t'oi" que foren les utilitzades pels regnes combatents entre el 480 aC i el 250 aC.
L'art va continuar florint al període dels Han a la Xina (segle ii aC - segle iii) segons es demostra per les troballes de Noin Ula i l'existència a l'Ordos de plaques de bronze amb gravacions de l'estil d'aquesta època. Encara sota les sis dinasties (segles IV a VI) la influència de l'art Ordos es feia sentir a l'art xinès. Arne diu que l'art es va conservar a les estepes fins al segle ix i probablement va continuar fins al període ongut dels genguiskànides, i estaria representat en l'art nestorià, en els petits bronzes, com creus nestorianes i altres.

## Expansió dels Xiongnu (hsiung-nu) i emigració dels yuezhi (yueh-xi)
Mentre la Xina s'unificava sota la dinastia Qin, els xiongnu van esdevenir una força a tenir en compte. Creient que els xiongnu eren una amenaça, ja que havien assaltat repetidament terres xineses abans, l'emperador Qin Shi Huangdi i el seu general Meng Tian van llançar un atac preventiu contra els xiongnu amb la intenció d'expandir el seu imperi i els va expulsar del desert de l'Ordos el 214 aC quan estaven governats pel chan-yu Touman. L'emperador  van unificar les muralles dels antics regnes i les van ampliar des del 215 aC creant la Gran Muralla Xinesa per protegir Xina dels nòmades, i a la regió es va establir l'agricultura, tanmateix, els camperols locals estaven descontents i més tard es van revoltar.
Expulsats de la Xina van buscar noves terres i els primers que van atacar foren els yuezhi (yueh-xi, yueh-txi, yueh-chi), establerts al Kansu occidental. Vers el 209 aC Mao-tuen o Mei-tei va succeir al seu pare T'eu man, i no va trigar a derrotar a l'est als tonghu.
La dinastia Qin va caure el 206 aC i es va establir la dinastia Han (202 aC) i aprofitant aquest canvi el chang-yu va envair el 201 aC l'actual província de Shanxi la capital de la qual era T'ai-yuan. L'emperador Han, Liu Bang (Gaozu), va córrer a la zona i els va rebutjar, però va quedar assetjat a la plana de Baideng (prop de P'ing-tch'eng) al nord de Shanxi, i va haver de negociar: entre altres tributs, una princesa xinesa fou donada en matrimoni al chan-yu, es va signar un acord de pau (que duraria uns seixanta anys) i els xiongnu es van retirar.
El 177 aC o 176 aC els Xiongnu van derrotar els yuezhi del Kansu occidental. El 174 aC Mei-tei fou succeït pel seu fill Lao-xang que va acabar amb els yuezhi, i va matar el seu sobirà, amb el crani del qual va beure per celebrar el triomf. La mort del seu sobirà va obligar els yuezhi a emigrar a l'oest arribant a la Bactriana (vegeu Regne grec de Bactriana i yuezhi).

## Els xiongnu s'enfronten als Han de la Xina
Aquesta emigració va deixar als xiongnu com els amos d'una extensa regió. El chan-yu tenia una residència al Gobi oriental que estava propera a la futura Karakorum (Qaraqorum). El 167 aC van entrar a l'actual provincia de Shaanxi i es van acostar a la capital xinesa, Chang'an, on un palau imperial fou cremat. El 158 aC van tornar a atacar. El 142 aC van atacar la Gran Muralla per la zona de Yen-men, propera a Ta-tong al nord de Shansi. En plena amenaça dels xiongnu va pujar al tron el gran emperador Wu-ti o Wudi (Liu Che) (141-87 aC). Aquest es va voler aliar als yuezhi i va enviar a l'ambaixador Tchang Ki'en a la cort del sobirà d'aquest poble.
El 138 aC l'ambaixador va sortir de la Xina però pel camí fou fet presoner pels xiongnu, que el van portar a presència del seu chan-yu Kiuntxen, però després de deu dies va poder fugir i va arribar al regne de Ferganà (Ta-yuan) i després a la Sogdiana (Kang-kiu). Aquí va estar el 128 aC però no va obtenir el suport dels yuezhi contra els xiongnu i va retornar a la Xina i a la tornada va caure altre cop en mans dels xiongnu i va estar pres un any, tornat finalment a la Xina el 126 aC.
El 115 aC l'emperador va enviar una altra missió diplomàtica, dirigida també per Tchang Ki'en, amb el mateix objectiu amb els wu-sun de la regió de l'Ili, però tampoc no va tenir èxit.
Mentre els xiongnu havien atacat la regió de l'actual Pequín (Beijing) el 129 aC, i com que no aconseguí encara el suport dels pobles nòmades, l'emperador va decidir iniciar sol la guerra: el general Wei Ts'ing va sortir de Ta-tong al nord de Shansi, va travessar el Gobi fins a l'Ongkin i els va derrotar i posar en fuita (128 aC). El 127 aC es va establir una colònia militar a Xo-fang al riu Groc que el 124 aC fou atacada pels xiongnu i foren rebutjats pel general Wei Ts'ing. El 121 aC el nebot del general, el jove Ho Kiu-ping, al capdavant de deu mil cavallers, va entrar al Kansu i les hordes dels xiongnu establertes a la zona es van posar al servei de l'emperador Han, que els va reconèixer com a federats al nord dels Nan-xan.

## Ofensiva xinesa
Des del 120 aC una colonització xinesa intensa es va fer a l'Ordos. El 119 aC Wei Ts'ing i Ho Kiu-ping van arribar fins a l'actual Mongòlia centre del poder dels xiongnu i va derrotar el chan-yu que era Yitchesie, expulsant-lo cap al sud i fent presoners a 19000 nòmades. Ho Kiu-ping va morir el 117 aC poc després de retornar de l'expedició.
L'imperi va anar creant una sèrie de comandàncies militars al Kansu (entre el 127 i el 111 aC). El 108 aC el general Tchao P'o va arribar encara més lluny, als regnes de Leu-lan (Lob Nor) i Kiu-xe (Turfan); el rei del primer fou fet presoner i el segon derrotat. Llavors va entrar en contacte comercial amb la gent de Ferganà (Ta-yuan) poblat per saces.
El 105 aC els ambaixadors xinesos a Ferganà foren massacrats degut a l'excés de cavalls que demanaven com a tribut els xinesos i això va provocar l'enviament del general Li Kuang-li que amb seixanta mil homes va arribar a Ferganà i va conquerir la capital Usurshana o Uratepe, i només es va retirar després de rebre un tribut de tres mil cavalls.

## Desastre de Li-ying
Però un desastre es va produir al nord: el capità Li Ying va fer una expedició a l'alta Mongòlia amb cinc mil homes, i a la muntanya Siun-ki fou rodejat per 80.000 xiongnu i es va haver de retirar corrent, i a 50 km de la frontera foren emboscats i només 400 van escapar i la resta o van morir o foren fets presoners entre ells Li-ying. L'emperador en conèixer la notícia va entrar en colera i va castigar l'historiador Sseu-ma Ts'ien que havia defensat al capità.
El 77 aC el rei de Leu-lan (Lob Nor) es va revoltar contra el domini xinès, aliat als xiongnu, però fou derrotat i decapitat i una colònia xinesa es va establir al país, a Yi-sun.

## Continua l'expansió xinesa
L'establiment xinès al Tarim va rebre un gran impuls amb l'emperador Xuandi (Liu Xun) (74-49 aC). El 71 aC el general Tchang-Hui va ser enviat en ajut dels wu-sun, que eren atacats pels xiongnu. El 67 aC el regne de Kiu-xe (Turfan) que s'havia fet client dels xiongnu, fou sotmès pel general Tcheng Ki. El 65 aC el general Fong Fong-xe, va enderrocar al rei de Yarkand que també s'havia aliat als xiongnu i va quedar sota protecció xinesa. El 64 aC els xinesos van evacuar Turfan que immediatament va passar sota control xiongnu, però els xinesos el van recuperar el 60 aC per obra de Tcheng Ki que va establir la seva residència a Wu-lei, entre Karashahr i Kudjha, amb un camp militar a Kiu-li, al sud de Karashahr.

## Els xiongnu sota protectorat xinès
Des de vers el 60 aC dos pretendents es van disputar el govern dels xiongnu: Huanye i Tchetche. L'any 51 aC el primer va anar a la cort xinesa de Chang'an per demanar oficialment suport i oferir la submissió a l'emperador. Amb el suport xinès va triomfar del seu rival entre el 49 aC i el 43 aC i finalment es va poder instal·lar com únic chan-yu. El 33 aC va renovar el vassallatge i va obtenir una recompensa molt apreciada, la mà d'una infanta xinesa.

## Xiongnu occidentals de Tchetche
Tchetche es va retirar amb els seus cap a l'oest vers el 44 aC i en el seu camí va derrotar el wu-sun de l'Ili, va confederar als Hu-kie del Iemil, als Kien-Kou de les estepes del Mar d'Aral, va atacar a la gent de Sogdiana (Kang-kiu) i va instal·lar campaments a les estepes de Tchu i Talas. Intentava consolidar aquests dominis occidentals quan el 36 aC fou atacat pels xinesos sota el general Tcheng Tang i derrotat fou fet presoner i decapitat (36 o 35 aC). Els seus seguidors seran l'origen dels futurs huns.

## Xiongnu septentrionals i xiongnu meridionals
L'execució del cap dels xiongnu occidentals, i la feblesa dels huns orientals al Tarim va deixar la supremacia a la Xina fins a la caiguda de la dinastia Han, amb la guerra civil (8 a 25). Llavors el chan-yu Hing-nu (Ulonoti) va aprofitar per conquerir el regne de Turfan (any 10). La tomba d'un dels caps huns s'ha descobert a Urga (Ulan Bator). Després de l'any 25 els Han posterior van restablir el protectorat sobre el Tarim aprofitant lluites entre els Xiongnu: les hordes del sud dirigides per Pi es van revoltar contra el chan-yu P'ou-nu (Panu) i es van sotmetre a la Xina que els va donar la condició de federats i els va establir al sud del Gobi, formant el regne dels xiongnu meridionals que fou un client fidel de l'Imperi fins al segle iv. Els Xiongnu septentrionals es van mantenir a l'Orkhon, i per atacar-los el governador xinès de Leao-tong, Tsi Yong, va incitar contra ells dues hordes veïnes, els wu-huan (que vivien al Leao-ho superior a Manxúria) i els sien-pei (probablement mongols que vivien més al nord), i aquests atacs els van deixar molt debilitats.

## Protectorat xinès al Tarim
Vers el 48 la Xina va restablir el protectorat sobre els oasis del Tarim: al nord, Turfan (xinès Kiu-txe), Qarashahr (xinès Yen-ki), Kudjha (xinès Kieu-tseu), Aksu (xinès Kou-mo), Utx Turfan (xinès Wen-su) i Kaixgar (xinès Xou-lo); al sud Lob Nor, Khotan (Yu-tien) i Yarkand (So-kiu). A Qarashahr, Kudjha i Kaixgar es parlava una llengua indoeuropea amb afinitats amb l'hitita, l'armeni i l'eslau, probablement derivat del seu poblament anterior pels escites. A la meitat del segle i l'hegemonia la tenia el rei de Kaixgar, Hien (33-61), que havia sotmès Kudjha el 46, i després Ferganà i Khotan. Vers la fi del seu regnat fou derrotat per una coalició d'enemics revoltats, i Kudjha es va posar sota protecció dels xiongnu. Hien va morir en lluita contra el rei de Khotan, Kuang Tu, que es va apoderar de Yarkand i va establir l'hegemonia al sud, mentre al nord, l'any 73 el rei de Kudjha, Kien, es va apoderar de Kaixgar i es va fer amb l'hegemonia.
La dominació xinesa fou consolidada per diversos emperadors entre el 58 i el 105. El 73 el general Keng Ping "el comandant dels cavalls ràpids" i el general Teou Ku van dirigir una expedició contra els xiongnu del nord, que van fugir davant els xinesos. El general de cavalleria Ban Chao, lloctinent de Teou Ku, es va dirigir contra l'horda Hou-yen que vivia a la regió del llac Barkul, i la va derrotar. Aquell mateix els xinesos van establir una colònia militar a Yi-wou, probablement al nord de Lob Nor. El 74 Keng Ping i Teou Ku van atacar Turfan i territoris al nord (Kiu-txe), on el rei del país, Ngan-to, es va rendir; el seu fill es va sotmetre igualment i es van establir dues guarnicions xineses, una sota el comandament de Keng Kong (cosí de Keng Ping) al Kiu-txe posterior, i una altra al mateix Turfan. Ban Chao fou enviat al regne de Txan-txan (Tchan-tchan o Zhan-zhan), al sud-oest del Lob Nor, el rei del qual era aliat dels xiongnu. Va ocupar el país i el rei es va sotmetre. Kuang-tu de Khotan es va sotmetre i amb això va quedar dominada també la Kashgària on els xinesos van restablir a un antic rei de nom xinès Tchong.
El 75 es va produir una revolta general contra els xinesos (poc abans de la mort de l'emperador que va morir aquell mateix any). Els xiongnu li van donar suport. El rei de Qarashahr va massacrar al governador o protector general el xinès Tchen Mou. Kudjha i Aksu van assetjar Ban Chao al Kaixgar; el xinès va resistir durant un any. En aquest temps els xiongnu van envair el regne del Kiu Tche posterior (Ku Tcheng) i van matar el rei vassall xinès, Ngan-to, assetjant al general xinès Keng Kong a una fortalesa; el general va resistir fins que se li va acabar el menjar. Finalment el nou emperador va ordenar tant a Ban Chao com a Keng Kong d'evacuar el Tarim.
Ban Chao va intuir que si deixava el país en mans dels xiongnu era la mateixa Xina la que estava en perill i quan va arribar a Khotan (en retirada) va retornar a Kaixgar que havia caigut en mans de Kudjha (aliat dels xiongnu). Els caps locals foren executats i el domini xinès restaurat. El 78, amb soldats reclutats a Khotan, Sogdiana i Kaixgar, es va apoderar d'Aksu i d'Utx Turfan. Mentre les forces xineses imperials de Kansu havien reconquerit el regne de Kiu Tche (Turfan).
Ban Chao va escriure a l'emperador per justificar la seva acció. En les cartes parla de la importància d'ocupar els 36 regnes de l'Àsia central per tallar el camí dels xiongnu. Al 83 va aliar-se amb els wu-suen de l'Ili. Va sufocar revoltes a Kaixgar (als anys 80 i 84-87) i a Yarkand (el 84-88). La revolta del 84 la va encapçalar el seu protegit, el rei Tchong de Kaixgar, aliat al rei de Yarkand, als sogdians i als yuehzhi o indoescites. El 87 Ban Chao va reconquerir Kaixgar i el rei es va sotmetre però el general el va executar. L'any següent es va presentar a Yarkand que havia rebut ajut de Kudjha i havia reunit 50000 homes contra molts menys el xinès, però el general va obtenir la victòria.
Restaven rebels els reis de Kudjha i de Qarashahr, que es van aliar als indoescites que llavors estaven governats per Kadfises II, i estava enemistat amb Xina perquè no havia pogut obtenir la mà d'una princesa xinesa. Kadfises va enviar un exèrcit cap al nord-est del Pamir, però Ban Chao els va tallar els subministraments i els va obligar a retirar-se. Els kusana o kushana van canviar en la seva política i van tornar a la seva tradicional amistat amb Xina (90). Per al mateix temps els generals Teou Hien i Keng Piu (89-90) van derrotar els xiongnu al nord de Mongòlia i els dos reis del Kiu Tche (el rei de Ku Tcheng i el de Turfan) van confirmar la seva fidelitat a la Xina. Una altra gran victòria fou obtinguda pels xinesos dirigits pel general Keng Kuei a la vora de l'Orkhon, en la qual la mare del chan-yu i nombrosos prínceps foren fets presoners, i va nomenar un nou chan-yu, Yu Tchou kien, el germà del derrotat. Privats d'ajut els reis de Kudjha, Aksu i Utx Turfan es van sotmetre a Ban Chao (91) que va rebre de l'emperador el títol de "Protector general" equivalent a virrei de l'Àsia central i va establir residencia a To Kien (prop de Kudjha), mentre un altre general es va establir a Kaixgar. Només Qarashahr restava revoltada.
El nou chan-yu es va revoltar al cap de tres anys (93) i els xinesos van mobilitzar contra ell als sien-pei, horda dels límits de la moderna Manxúria, que els van derrotar completament, establint el seu propi estat. D'aquests desastres el xiongnu ja no se'n van refer.
El 94 Ban Chao amb auxiliars de Kudjha i de Lob Nor va marxar contra Qarashahr. Els defensors d'aquesta van tallar els ponts però fou inútil i la ciutat conquerida i el rei executat i la ciutat donada als soldats pel saqueig
El 97 Ban Chao va enviar al seu lloctinent Kan Ying cap al Ta-tsin (Imperi Romà) a través del Ngan-si (Imperi Part), però l'ambaixador no va passar més enllà dels dominis parts.
Ban Chao es va jubilar el 102 i va tornar a la Xina on va morir el mateix any. Els seus successors no van ser tan afortunats i la seva política va provocar la revolta general el 106. El general Leang Kin fou assetjat a Kudjha però va poder derrotar els revoltats, però el 107, davant la continuïtat de la revolta, la cort imperial va cridar a totes les guarnicions amenaçades (Louktxun i Yi-wou). El 108 els kiang (tibetans, llavors nòmades salvatges que vivien al sud i oest del Kuku Nor) van atacar les posicions xineses al Kansu i foren continguts només a costa de ferotges combats. El 109 els xiongnu septentrionals van tornar a la càrrega i van atacar les posicions frontereres xineses; el governador xinès de Leao-tong, el general Keng Kuei, va cridar en ajut els sien-pei; al mateix temps també es van produir atacs dels xiongnu meridionals cap al Shansi, fins que el general Leang Kin va obligar al seu chan-yu a signar la pau el 110.
Fins al 119 la Xina no va tornar a consolidar la frontera. En aquest any es va restablir la fortalesa de Yi-wou (segurament al Lob Nor). Txan-txan i Turfan es van sotmetre. Poc després el chan-yu dels xiongnu septentrionals i el regne de Ku Tcheng van sorprendre la guarnició xinesa de Yi-wou que fou massacrada.
Fou Pan Yong, fill de Ban Chao, qui va restaurar l'obra paterna: el 123 va instal·lar una colònia militar a Louk txun o Leiu txong prop de Turfan; el 124 Txan-txan es va sotmetre, i van seguir els regnes de Kudjha i d'Aksu; amb l'ajuda dels sotmesos va ocupar Turfan on hi havia bandes de xiongnu; el 126 va dominar per un temps l'horda dels hu-yen, una facció dels xiongnu septentrionals que s'havia establert al nord-est del llac Barkul, i va rebutjar a la resta dels xiongnu que els volien defensar. El 127 va entrar a Qarashahr. El 120 el fill del rei de Kaixgar i una ambaixada del rei de Ferganà van anar a la capital de la Xina, Lo-yang, a oferir la seva lleialtat a l'emperador.
Durant els següents anys hi va haver pau, tret d'una revolta (140-144) d'un cap dels xiongnu meridionals, de la branca oriental. Els més hostils eren la facció dels hu-yen del Barkul que el 131 van atacar el regne de Kou Tcheng i el 151 van atacar sense èxit la colònia militar xinesa de Yi-wou que es va salvar pels pèls. El 153 el Turfan i Kou Tcheng es mantenien com a vassalls de la Xina. L'actuació brutal d'un comissari xinès va provocar una revolta a Khotan el 151 que una vegada va haver matat l'ofensor es va sotmetre voluntàriament.
El 168 i 169 foren rebutjades les incursions dels Kiang o tibetans al Kansu. I el 170 els generals xinesos disposaven de contingents de tots els regnes del Tarim i intervenien als conflictes locals.

## Els sienpei
El 155 els xiongnu septentrionals foren sotmesos pels sienpei, probablement d'origen mongol, dirigits per un cap que els xinesos anomenaven Tan-xe-huai. Després de derrotar els xiongnu van arribar fins a la Mongòlia occidental fins al territori dels wu-suen (el Balkhadj) encara que probablement això foren només incursions i el seu domini es va aturar al Bogdokan. El cap sienpei va assolir les anteriors aspiracions xiongnu sobre la Xina. El 156 va atacar la província xinesa de Leaotong però fou rebutjat; llavors va atacar als xiongnu meridionals, vassalls xinesos, i es va entendre amb ells i junts van fer un atac a la zona fronterera de la Xina al Shansi i al Kansu, però es van haver de retirar a l'arribada d'un exèrcit xinès.
Més tard, el 177, els sien-pei van tornar a atacar, aquesta vegada al Leao-si, és a dir a la província a l'oest del riu Leao-ho, al sud-oest de Manxúria, però foren altra vegada rebutjats pel general Tchao Pao.

## Els wuhuan i els xiongnu meridionals
Les hordes dels wu-huan, que vivien al Dalai Nor i Qaramurden, al sud del gran Khingan, foren derrotades el 207 al Jehol pel general xinès Ts'ao Ts'ao, que el 215-216 va establir les restes dels xiongnu meridionals a les zones frontereres despoblades al Shensi, Shansi i Hopei i els va dividir en cinc hordes amb cinc caps controlats per un comissari xinès. El chan-yu de l'horda Hou-xou-ts'iuan (195-216) que tenia per capital P'ing-yang al Shansi, fou enviat a la cort xinesa en una espècie de llibertat vigilada. A la cort xinesa va descobrir que una àvia seva havia estat princesa imperial Han i va agafar el nom patronímic de Lieu.
Sota la pressió dels sien-pei, els xiongnu es van establir a l'estepa d'Ordos fins al riu Groc i a l'Alashan, i durant el període dels tres regnes van gaudir d'una condició similar a la de federats i com a tals van poder establir-se a l'altre costat de la Gran Muralla.
El 220 en mig de la guerra civil va desaparèixer la dinastia Han però les diverses hordes (xiongnu meridionals, xiongnu septentrionals, wuhuan, sienpei) estaven totes prou debilitades per intentar res seriós. Els regnes del Tarim van romandre lleials a uns dels tres regnes successors, el regne de Cao Wei que del 220 al 265 va dominar el nord de la Xina. El 224 els reis de Lob Nor (Txan-txan) Kudjha i Khotan van anar a la cort per oferir el vassallatge al rei de Wei. El 265 els tres regnes foren substituïts per la dinastia Jin (265-420) (Tsin) dirigida per la família Sseu-ma però els regnes del Tarim van romandre fidels a la nova dinastia, i el rei de Kudjha va enviar el seu fill a la cort imperial per servir amb els xinesos.
Vers el 260 l'horda dels tabgatx (xinès t'o-pa), probablement turcs, es van establir al nord del Shansi i nord de la Gran Muralla, i en anys successius s'establiren també al sud de la Gran Muralla, als antics districtes xinesos de Yen-men (Xo-p'ing) al nord de Shansi, i de Tai (el modern Ta-t'ong) on es trobaven ja instal·lats el 310.
Els sien-pei, dels que depenien els xiongnu, van aprofitar els canvis per atacar la frontera del Kansu per la part de Leang-Tcheu, però foren rebutjats pel general Ma Long el 279.
En aquesta època un clan del sien-pei, els mujong, es va crear un regne propi al Leao-tong i al Leao-si al sud-oest de la moderna Manxúria.

## Dinasties xiongnu a la Xina

### Dinastia dels Pei Han o Zhao anteriors
El 304 un dels caps dels xiongnu meridionals de nom Lieu Yuan, descendent del chan-yu que vers el 220 havia agafat el nom de Lieu, que estava establert a T'ai-yuan (Shansi) va obtenir de la cort xinesa dels Jin el títol de chan-yu de les cinc hordes. El 308, al davant de 50000 homes es va proclamar emperador a T'ai-yuan com a successor de la dinastia Han (aquesta dinastia fou coneguda com a Pei Han (Han del nord o Han septentrionals), o Zhao anteriors és a dir Ts'ien Tchao)
El seu fill, Lieu Ts'ong (310-318) va ocupar el 311 la capital xinesa Lo-yang, cremant el palau imperial i fent presoner a l'emperador Jin Huai-ti; tot seguit (312) va remuntar fins a Chang'an on va massacrar a la meitat de la població. L'emperador fou enviat presoner a Pi'ing-yang, la capital de Lieu, durant uns dos anys, en què va ser humiliat, i finalment executat el 313.
El següent emperador Jin, Min-ti (312-316) es va instal·lar a Chang'an quan els xiongnu se'n van retirar (312) però el 316 el xiongnu van tornar i el van obligar a rendir-se; l'emperador fou portat també a P'ing-yang, humiliat un temps i després executat el 318. Un membre de la família imperial Jin va fugir a Nankin (llavors anomenada Kien-k'ang, i defensat pel riu Yang-tse, va fundar (317) la segona dinastia Jin o dinastia dels Jin meridionals (o també Jin orientals).
Lieu Ts'ong va mantenir la seva capital a P'ing-yang però controlava les velles capitals xineses de Lo-yang i Chang'an; dominava el centre i sud de Shansi, el Shensi (menys la conca del Han) el nord d'Honan (menys K'ai-fong) i el sud d'Hopei i nord de Shantung. Aquest regne xiongnu es va haver d'enfrontar a hordes bàrbares: els tabgatx i els mujong.

### Zhao posteriors
Lieu Ts'ong va morir el 318 i els seus hereus només van poder conservar la part nord-oest dels seus estats amb Chang'an com a centre. Un cap xiongnu, Che Lei, es va crear un regne propi a la regió de Siang-kuo (actual Chouen-to) al sud d'Hopei. El 329 Che Lei va destronar la dinastia xiongnu dels Zhao anteriors i va fundar una nova dinastia xiongnu coneguda com a dinastia dels Zhao posteriors o Heou Tchao (vers 330-350). Va establir la capital a Yé (actual Tchang-to) i Lo-yang com a segona capital. Va morir vers el 333 i el va succeir Che Hu (334-349), un bàrbar salvatge que el seu fill va tractar d'assassinar cosa que li va costar la vida; el fill era un altre monstre, que es va menjar rostida i servida a la taula alguna de les seves concubines. Els seus dominis tenien per capital Tchang-to (Yé) al nord d'Honan, i governava el Shensi (menys Han-tchong que pertanyia als Han meridionals), el Shansi (menys Ta-t'ong que estava dominat pels t'o-pa), l'Hopei, el Shantung, el Honan i les parts al nord del Kiangsu i el Nanghuei. Aquest regne de grans dimensions es va enfonsar a la mort de Che-Hu el 349. Els seus hereus i els generals es van disputar la successió. Els mujong del Leao-tong van aprofitar l'anarquia per a apoderar-se de l'Hopei (entre 350 i 352), Shansi i Shantung.

### Dinastia mujong dels Yen anteriors
De la lluita van sortir vencedors els mujong dirigits per Mujong Tsiun (349-360) que vers el 350 va establir la seva capital a Yen (Ki) la moderna Pekin o Pequín, i més tard, el 357, a Yé (Tchang-to). La seva nissaga fou coneguda com a dinastia dels Yen anteriors o Ts'ien Yen (349-370). El 364 el seu successor encara dominava Lo-yang que efímerament havia estat recuperada pels Jin meridionals, i va avançar cap a la riba nord del Huau-ho el 366. La dinastia va durar fins que fou enderrocada el 370.

### Dinastia dels Jin anteriors
Després del 350 un oficial de la dinastia de Che-Hu, de nom P'ou Hong, probablement d'ètnia mongola o tangut (de la branca tibetana) es va fer independent al Shensi amb capital a Chang'an. La seva dinastia fou coneguda com a Jin (Ts'in) anteriors o Ts'ein Ts'in (350-394). El seu net Fu Kien (357-385) fou un dels reis més importants de tots els reis turcomongols del nord de la Xina; va adoptar els costums i la civilització xinesa, fou just i compassiu i protector del budisme. Va ocupar Lo-yang als mujong(369) i tot seguit T'ai-yuan i finalment Yé (Tchang-to) la capital, on va fer presoner al seu rei i va posar fi a la dinastia dels Yen anteriors, incorporant els seus territoris (Hopei, Shansi, Shantung i Honan) als que ja posseïa del Shensi.
El 376 es va apoderar del petit regne bàrbar de Leang al Kansu. El 382 va enviar al seu lloctinent Lu Kuang a sotmetre als reis de la conca del Tarim, i els sobirans de Lob Nor, Turfan i Qarashahr es van sotmetre; el rei de Kudjha (que els xinesos anomenen Po Xuen) va voler resistir però fou derrotat i enderrocat el 383. Lu Kuang va establir una guarnició a Kudjha, i va tornar a la Xina portant al famós monjo budista Kumaradjiva, que fou un notable traductor de texts sànscrits al xinès.
El 383 va decidir atacar a l'imperi xinès del sud però la vora del riu Huau-ho va patir una greu derrota.

### Dinasties mujong dels Yen posteriors i dels Yen occidentals
Els mujong, sota direcció de Tch'uei, que fins llavors servia a les ordres de Fu Kien, es va revoltar i es va apoderar de Hopei i el Shantung on va fundar una dinastia coneguda per dinastia dels Yen posteriors (Heou Yen) que va durar del 384 al 407 amb capital a Tchong-chan (moderna Ting-tcheu, a l'Hopei).
Un altre cap mujong també es va revoltar i va fundar un regne al Shansi conegut per dinastia dels Yen occidentals (Si Yen) que només va durar fins al 394, quan va caure en mans dels Yen posteriors.

### Dinasties tibetanes dels Jin posteriors
Finalment un altre general de Fu Kien, de nom Yao Tch'ang, probablement tibetà, es va apoderar del Shensi i part de Honan, i va fundar la dinastia dels Jin posteriors (Heou Ts'in) que va durar del 384 al 417 i va tenir per capital Chang'an (en aquell moment anomenada King-tchao).

### Altres dinasties
A més a més dos generals turcs o mongols van fundar dos estats al Kansu: el dels Ts'in o Jin occidentals (Si Ts'in) amb capital a Lan-txeou (Yuan-ts'iuan), que va durar del 385 al 431 amb un parèntesi del 400 al 409, i el dels Leang posteriors (Heou Leang) fundat per Lu Kuang (el que va portar al monjo Kumaradjiva) que va durar del 386 al 403.
Al començament del segle v, els tabgatch es van imposar i van liquidar les restes del poder xiongnu.

## Reis
- Teuman, fins vers el 209 aC
- Meitei (fill) 208-174 aC
- Langxan (fill) 174-161 aC
- Kiuntxen (fill) 161-126 aC
- Yitchesie vers 126-114 aC
- Uvey 114-105 aC
- Uyshilar 105-102 aC
- Kulighu 102-101 aC
- Qutighu 101-96 aC
- Hulugu 96-85 aC
- Xuangdi 85-68 aC
- Xului Qanghui 68-60 aC
- Huanye 60-58 aC
- Khukhenye I 58-31 aC
- Bosiuytang-Zhuki (Oest) 58-56 aC
- Huge (Nord-oest) 58-57 aC
- Xeli (Sud-oest) 58-56 aC
- Uji (Nord-oest) 58-57 aC
- Tchetche o Zhunzhen (Oest) 56-35 aC
- Tchitchi-guduhu o Zhizhi-Guduhu (Est) 55-47 aC
- Huanye (de nou) 49-31 aC
- Pozhulonuti 31-20 aC
- Shuzhunoti 20-12 aC
- Qiyanoti 12-8 aC
- Ulunoti 11-10
- Uchilonoti 8 aC -13 dC
- Ulunoti (de nou) 13-18
- Ghuduarshi Davganoti 18-46
- Xiuybudan 18-19
- Udatqu 21-46
- Panu 46-48 (dels xiongnu del nord fins als 83)
- Divisió entre xiongnu del nord i del sud el 48.